# Distretto di Čornobaj
Il distretto di Čornobaj (in ucraino Чорнобаївський район?) era un distretto (rajon) dell'Ucraina, situato nell'oblast' di Čerkasy. Il suo capoluogo era Čornobaj.
È stato soppresso con la riforma amministrativa del 2020.